# Jorōgumo
Jorōgumo (japonês 絡新婦: じょろうぐも) é um Yōkai do folclore japonês, provavelmente equivalente a um goblin ou duende, com forma de aranha que pode mudar sua aparência para a de uma mulher sedutora.

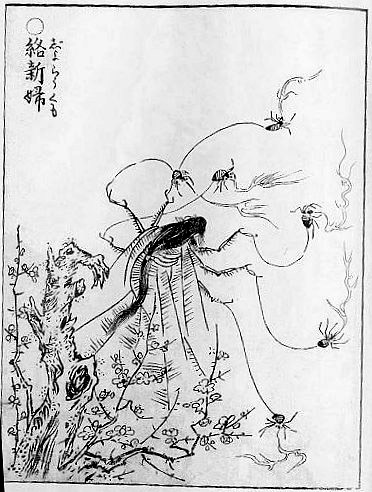
Jorōgumo (por Toriyama Sekien).

No Kanji japonês, Jorōgumo pode significar  "senhora de ligação" ou "aranha prostituta". Jorōgumo também pode se referir a algumas espécies de aranhas, mas no uso casual, refere-se às espécies Nephila e  Argiope. Em japonês, os cientistas usam o termo Jorōgumo para se referir, exclusivamente, à espécie de aranha Nephila clavata.

## Lendas
No folclore japonês há várias histórias sobre a Jorōgumo.
- Uma lenda do período Edo contam que uma bela mulher querendo seduzir um homem num barraco, começou a tocar um Biwa, um tipo de alaúde japonês. Enquanto o homem teve sua atenção desviada pelo som do instrumento, ela se ligou à sua vítima confiante, com fios de seda de aranha, a fim de devorá-lo, como sua próxima refeição.  De acordo com a lenda, quando uma aranha faz 400 anos, ela ganha poderes mágicos.  Em muitas dessas histórias, Jorōgumo muda sua aparência em uma bela mulher para pedir a um samurai para se casar com ela, ou assume a forma de uma jovem mulher carregando um bebê (que pode vir a ser a ooteca da aranha).

- Desenhos, tais como os do primeiro livro de Toriyama Sekien, chamado "Gazu Hyakki Yakō" (O desfile ilustrado da noite dos cem demônios), descreve Jorōgumo como uma criatura meio mulher e meio aranha, rodeada por suas crias.

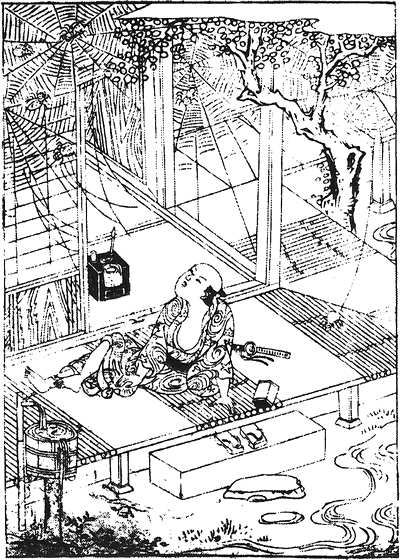
Cem contos de Taiping: a aranha-prostituta

- A Jorōgumo também é conhecida como a dona da cachoeira Jōren, em Izu, Shizuoka. A lenda conta que um homem estava descansando ao pé da cachoeira, quando seus pés ficaram presos a um vasto número de teias de aranha. Para libertar-se, ele cortou os fios e os amarrou a um tronco de  árvore, que foi retirado do chão e arrastado para as águas. Após este incidente, na cachoeira Jōren, os moradores ficaram com medo e pararam de ir à cachoeira. No entanto, um dia, um lenhador de fora da cidade, sem saber da história de Jorōgumo de Jōren, começou a cortar madeira, naquela área. Quando ele acidentalmente deixou cair seu machado na água, ele mergulhou para encontrá-lo e uma bela mulher apareceu, devolvendo o machado, dizendo-lhe para nunca contar a ninguém sobre ela. O lenhador manteve a promessa,  porém, ele começou a se sentir ansioso sobre o incidente. Um dia, enquanto estava bêbado, contou o seu segredo e, finalmente sentindo-se à vontade, caiu em um sono profundo para nunca mais acordar novamente.

- Numa variação da história da cachoeira Jōren, o madeireiro se apaixona pela mulher e começa a visitar a queda d'água, todos os dias, para vê-la. Mas conforme o tempo passa, ele começa a ficar cada vez mais fraco. Um monge de um templo vizinho acredita que o madeireiro tenha sido pego pelo encanto da aranha. Assim, ele e o lenhador vão à cachoeira juntos, e o monge lê uma sutra budista. Enquanto o monge lê a sutra, fios de teia de aranha surgem da piscina na tentativa de envolver-se em torno do madeireiro, mas o monge budista grita seu canto e os fios desaparecem. Embora o lenhador logo perceba que a mulher era uma aranha, ele não pode esquecer seu amor por ela, então ele pede a  um Tengu, mestre da Raposa da montanha, para obter ajuda, mas o Tengu não permite esse amor. O lenhador, disposto a desistir de seu amor pela Jorōgumo, corre de volta para a cachoeira, é finalmente capturado pelos fios de seda, e cai na água, nunca mais vindo à tona novamente.

- Em muitas histórias, em todo o Japão, fala-se de um toco de árvore que é puxado para a água no lugar do lenhador. Isto ocorre, por exemplo, em Kashikobuchi, Sendai. Nesta descrição, logo após o toco ser puxado para dentro da água, o lenhador ouve uma voz dizendo: "Como é inteligente, como é inteligente" (Kashikoi, Kashikoi). Por isso, a área passou a ser chamada Kashikobuchi, que literalmente significa "abismo inteligente". Em Kashikobuchi, Jorōgumo é adorada como uma deusa que protege as pessoas de se afogarem, e um monumento e pequeno Torii foram erguidos no local.